# 威廉·加德納·普凡
威廉·加德納·普凡（William Gardner Pfann，暱稱"比爾"（Bill），1917年10月27日—1982年10月22日）是貝爾實驗室的發明家與材料科學家。普凡因開發半導體產業用的區域熔煉技術而赫赫有名。貝爾實驗室的官方歷史這麼記載道："由威廉·加德納·普凡開發的區域精煉是劃時代的發明...它是讓鍺與矽中的雜質能被吾人控制的重大貢獻"（Timely invention of zone refining by W.G.Pfann ... was a major contribution that helped bring the impurities in germanium and silicon under control.）。

## 早年
普凡生於紐約市布魯克林。1935年普凡年僅18歲就展現了對材料科學的才能，沒有大學學歷就進入了貝爾實驗室的化學研究部門。後來到柯柏聯盟學院的夜校上學，才於1940年取得化學工程的學士學位。:198
在貝爾實驗室，普凡加入威廉·肖克利意圖以半導體取代真空管的工作。本來他們採用鍺，1945年用鍺做出了高逆壓整流器。:124 普凡想出了最早的一種點接式電晶體，他改良了西方電氣的1N26型點接二極體使其成為三極放大器，後來被稱為A型電晶體（Type A transistor）。

## 晚年
1973年，普凡成為第一位摩爾傑出成就固態科學科技獎章的受獎者。
1975年，普凡被推選為美國國家科學院院士。1976年獲美國物理聯合會授予麥克格羅迪新材料獎。

## 註記
1. ↑  .   [2017-10-22]. （原始内容存档于2013-07-09）.
2. ↑  S. Millman editor (1983) A History of Engineering and Science in the Bell System, volume 4: Physical Sciences, p 580, 貝爾實驗室 ISBN 0-932764-03-7
3. 1 2  Riordan, Michael; Lillian Hoddeson.  1st. New York: Norton. 1997. ISBN 0-393-04124-7.
4. ↑  F.M. Smits (1985) A History of Engineering and Science in the Bell System, volume 6: Electronics Technology, p 12, Bell Labs, ISBN 0-932764-07-X